# Euchrysops cnejns
Euchrysops cnejns är en fjärilsart som beskrevs av Fabricius 1798. Euchrysops cnejns ingår i släktet Euchrysops och familjen juvelvingar. Inga underarter finns listade i Catalogue of Life.